# Re loca
Re loca (s podtitulem ¡Y me encanta!) je argentinský komediální film z roku 2018, který natočil Martino Zaidelis. Jedná se o remake chilského snímku Sin filtro z roku 2016. V hlavní roli se představila Natalia Oreiro, která pracuje v reklamní agentuře v Buenos Aires jako kreativec a která na základě rituálu zcela převrátí svůj každodenní život a začne žít bez zábran.

## Příběh
Pilar žije v bytě v Buenos Aires se svým nepříliš pracovitým manželem, malířem Javierem a jeho dospívajícím a nezodpovědným synem Nicolasem z prvního manželství. Sama pracuje jako kreativec v reklamní agentuře a zanedlouho oslaví 40. narozeniny. Její život je stereotypní a ubíjející, snaží se ho alespoň trochu oživit příležitostným flirtováním po telefonu se svým bývalým přítelem Pablem. Ten se má brzy ženit se Sofií, která Pilar nesnáší. Ke kvalitě života jí nepomáhá ani nepřetržitá párty u souseda Guillerma, ani její nevlastní syn s poflakujícími se kamarády. Po jedné bezesné noci se ráno probudí pozdě. Ani další vývoj událostí není dobrý: ve sprše teče jen studená voda (Javier zapomněl zaplatit za plyn), Nicolas s přáteli rapuje u sebe v pokoji a do školy se nikdo z nich nemá, Pilařino auto je na parkovišti zablokováno jiným vozem, což musí jít řešit na Guillermův večírek, doprava ve městě je strašná, a když nakonec dorazí k práci, její parkovací místo už kdosi obsadil. Ve firmě spěchá na domluvenou schůzku, ovšem nikdo jí nevyřídil, že ji odložili na další den. Další ranou je její rozhovor se šéfem Alejandrem, který Pilar naznačí, že příliš nerozumí současnému světu sociálních sítí, a proto pozval Maiu, nejsledovanější influencerku Argentiny, aby obě společně vytvořily novou reklamní kampaň, která má navazovat na nejúspěšnější Pilařinu reklamu starou 15 let.
Neúspěšný den pokračuje, neboť příjemný rozhovor po telefonu s Pablem přeruší jeho nastávající Sofía. Po práci se Pilar vydá za kamarádkou Valerií, učitelkou jógy, která ale začne s přítelkyní řešit svoje „problémy“, které má na sociálních sítích. Po příjezdu domů potká Pilar před vchodem do domu plynaře, kterému nikdo neotevřel, i když doma Javier, zabraný do malování, je. Ani další den není o nic lepší. Ráno je opět doprava po městě utrpení, její psycholog má vlastní potíže a sestra Isabel ji požádá o hlídání svého kocoura, ke kterému se má Pilar na několik dní nastěhovat. Po příjezdu do práce (místo opět obsazené, tentokrát ale už ví, že je to Maiino auto) na ni čeká schůzka s klientem, kde začnou řešit připravovanou reklamu. Pohotová Maia, ze které tryskají nápady, čímž zastíní Pilar, která je zvyklá si vše promyslet a zanalyzovat. Jenže ani její šéf Alejandro ji nepodrží. Když nakonec zjistí, že jí auto odtáhli, zhroutí se. Pomůže jí Pablo, ovšem zanedlouho dorazí za nimi i Sofía. Ta Pilar přikáže, že se už s Pablem nadále vídat nemůže.
Při cestě nočním městem domů narazí na lávce přes řeku na starého muže, který hodí do vody sako a vypadá, že chce sám skočit. Pilar mu v tom chce zabránit, ovšem vyjde najevo, že neznámý jen prováděl obřad pro vyléčení duše. Protože Fernando pozná, že se ženou není něco v pořádku, prozradí jí tajný rituál, po kterém se ráno probudí jako úplně jiná osoba. Pilar skutečně ceremonii provede a následující ráno je z ní nový člověk. Je jí jedno, že zaspala, na rovinu řekne Javierovi, co si myslí, rozbije okno Maiina auta, odbrzdí ho a odtlačí, v práci si velmi ostře promluví s Alejandrem, který firmu zdědil po otci a prakticky vděčí za své současné jmění právě Pilar, jež ve společnosti dělá už 18 let. A nakonec podá výpověď. Při následném setkání se Sofií si nenechá líbit její urážky a při schůzce s Valerií doslova utopí její telefon, kterým se pořád zabývá. Následně si to vyřídí s taxikáři, plynařem a nakonec vyhodí ze svého bytu nicnedělajícího Javiera i s Nicolasem, který se s kamarádkou právě pokouší natáčet v Pilařině ložnici porno.
Pilar si užívá klid, zastaví se ale za ní Maia, která jí ukáže virální video, jež kdosi natočil, když jako šílená útočila na taxikáře. Dívka jí navrhne spolupráci, což ponechá bez odpovědi. Poté se Pilar sejde s Pablem, jehož stále miluje. Jeho matka však byla proti jejich vztahu, proto se rozešli. Po rozhovoru, v němž Pilar Pablovi řekne, že ji zklamal, když si našel takovou mrchu, jako je Sofía, se vydá do bytu své sestry. Zapomněla totiž na kocoura, který byl nemocný. Najde ho mrtvého, navíc zrovna ve chvíli, kdy jeho majitelka přijíždí domů. Sourozenci se pohádají, což Pilar rozhodí. Po návratu do svého bytu se vypořádá s Guillermem a jeho nonstop párty natolik, až ji zadrží policie a nechá přes noc ve vězení. Další den se vydá za Fernandem, aby jí poradil, co dělat, protože se nedokáže ovládat. Starý muž jí ale prozradí, že on nic neudělal, že všechno má Pilar jen ve své hlavě.
Když ji na ulici opět překvapí Maia s dalším virálním videem, které zachycuje, jak zapálila Guillermovo auto, Pilar jí navrhne, že může být její asistentkou. Také se usmíří se svou sestrou, které koupí nové kotě. V bytě na ni čeká Javier s Nicolasem, aby se omluvili za své předchozí chování. Vztah mezi Pilar a Javierem však už nějakou dobu nefunguje, takže ač omluvu ocení, Pilar se se svým mužem rozejde. Následně se vydá na svatbu Pabla a Sofíe, kde zjišťuje, že si nevěsta ze svého nastávajícího opravdu udělala „podpantofláka“. Nakonec se rozhodne, že vlastně není důvod, aby se takové akce účastnila, takže odjede rozesmátá do noci.

## Obsazení
- Natalia Oreiro jako Pilar
- Fernán Mirás jako Javier
- Diego Torres jako Pablo
- Gimena Accardi jako Sofía
- Pilar Gamboa jako Valeria
- Hugo Arana jako Fernando Salaberry
- Agustín Aristarán („Radagast“) jako Alejandro Gomez Prieto
- Malena Sánchez jako Maia Cantarini
- Valeria Lois jako Isabel

## Produkce
Chilská komedie Sin filtro z roku 2016 se stala druhým nejnavštěvovanějším domácím filmem historie. Pojednává o 37leté Píi (Paz Bascuñán), pracující v oblasti reklamy, která má poflakujícího se manžela-umělce, nezodpovědného syna, nepřetržitý večírek u sousedů a šéfa, který si myslí, že na pochopení sociálních sítí je už příliš stará. Vydá se za čínským akupunkturistou, který jí řekne, že nehledě na následky musí vypustit svůj údajný potlačovaný vztek. V dalších latinskoamerických zemích se díky úspěchu tohoto snímku začaly připravovat místní adaptace, respektive remaky. Začátkem roku 2017 zaslal režisér Martino Zaidelis návrh scénáře argentinské verze Natalii Oreiro, s níž spolupracoval na seriálu Entre caníbales. První veřejné zmínky o chystaném projektu s možným názvem Resacada, v níž měla ústřední roli ztvárnit Oreiro, se objevily v červnu 2017. Jako svůj celovečerní debut jej měl režírovat právě Zaidelis. V dalších měsících byl název filmu změněn na Re loca. Jeho natáčení bylo zahájeno koncem ledna 2018 v produkci společností Aeroplano a Telefe. Kromě Oreiro byl do hlavní role obsazen Diego Torres, v dalších rolích se pak měli objevit Fernán Mirás, Gimena Accardi, Pilar Gamboa, Hugo Arana, Radagast a Martin Garaba. Premiéra byla oznámena na 5. července 2018. Produkce filmu probíhala v Buenos Aires a ukončena byla po šesti týdnech v první polovině března 2018. Práva na distribuci filmu po celé Latinské Americe zakoupilo v květnu 2018 americké studio Paramount Pictures, pro nějž se Re loca stala vůbec prvním vlastním argentinským snímkem. Distribuční práva pro zbytek světa pořídila v prosinci 2018 společnost Meikincine.
Hudbu pro film napsal Emilio Kauderer. Producenti využili pro snímek také některé známé písně. Skupina Los Barenboim nahrála v polovině června 2018 cover verze skladeb „Tiritando“ od Donalda, kterou nazpívala přímo Natalia Oreiro, a „Un día perfecto“ od skupiny Estelares, na níž se podílela zpěvačka Belen Conte. Zpěvačka Celeste Carballo natočila se svou kapelou pro snímek úplně novou verzi své písně „Me vuelvo cada día más loca“.
Soundtrack k filmu vyšel v digitální podobě a obsahuje všechny tři písně („Un día perfecto“ ve dvou verzích) a instrumentální scénickou hudbu. Pro skladby „Me vuelvo cada día más loca“ a „Un día perfecto“ vznikly také videoklipy se záběry z filmu.

## Vydání
Do argentinských kin byl film Re loca uveden 5. července 2018. Promítán byl i v Uruguayi, rovněž od 5. července.

## Přijetí
Film startoval v argentinských kinech o prodlouženém víkendu během svátků, za prvních pět dní jej zhlédlo 209 444 diváků, což jej vyneslo na celkové čtvrté místo (před ním se umístily tři americké snímky). Promítán byl v 237 sálech. I v dalších týdnech si Re loca vedla nad očekávání dobře, do konce července bylo prodáno přes 620 tisíc lístků. Celkově film vidělo 759 546 diváků, takže se stal třetím nejnavštěvovanějším domácím snímkem v Argentině roku 2018. Argentinské tržby dosáhly v přepočtu 2,3 milionu dolarů, tržby v Urugayi byly v přepočtu 530 tisíc dolarů. Celkově tak film Re loca utržil v přepočtu 2,8 milionu dolarů.
Server Todas Las Críticas eviduje 32 recenzí (19 z nich, tj. 59 %, je spokojených) s průměrnou známkou 60 bodů ze 100.
Podle Ezequiela Boettiho ze serveru Otros Cines je největším plusem tohoto remakovaného příběhu s některými dobrými a některými trapnými vtipy představitelka ústřední role Natalia Oreiro, její charisma a zápal. Pablo O. Scholz (deník Clarín) uvádí, že postavy ve filmu jsou komediálně sterotypní a proměna hlavní hrdinky v násilnou ženu nesmyslná, nikoliv šílená. Vyzdvihuje výkon Oreiro, která se podle něj jako komička narodila. Dle Lucase Asmara Moreny z deníku La Voz del Interior Oreiro pracovala na své postavě s až psychologickou důkladností, aby ztvárnila všechny stavy, v níž se Pilar ocitá. Další postavy nejsou vzhledem k vystavění příběhu tak propracované, nicméně pochvalně zmínil Gimenu Accardi v rolie Sofíe. María Fernanda Mugica (deník La Nación) kromě Oreiro pochválila i Fernána Miráse a Malenu Sánchez. Všimla si i atraktivních kostýmů od kostymérky Grety Ure.